# 2008 TC3
2008 TC3（卡特林那巡天系統臨時名稱：8TA9D69）是一顆質量80公噸，直徑4.1（13英尺）的阿波羅型小行星。這顆小行星於2008年10月6日被首度觀測到，卻在發現後的20小時內就衝進地球大氣層，並在蘇丹北部的上空爆炸。由於在發現2008 TC3後不久，小行星中心（MPC）就已準確預測這顆小行星有極高的機率會衝進地球，這不但使學界能對小行星進行更完整的研究，也是首次成功預測小行星撞擊地球的事件。
撞擊事件過後，當地有大約600塊左右的隕石被尋獲，總重約10.5（23英磅），其大多屬於橄輝無球粒隕石，但也包含如奈米鑽石等其他礦物。

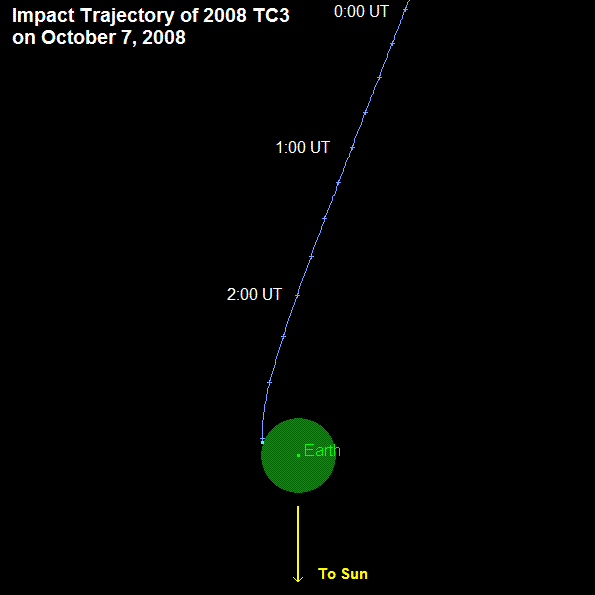
图中的蓝线是小行星接近地球的轨道

## 發現
2008 TC3最初在2008年10月6日凌晨6時39分（UTC，亞利桑那時間10月5日晚上11時39分）被發現，當時美國天文學家理查·科瓦斯基（Richard Kowalski）透過卡特林那巡天系統（CSS）設於美國亞利桑那州土桑北部萊蒙山上的 1.5 公尺望遠鏡，發現這顆正從雙魚座掠過的小行星。當下他一如往常將觀測資料回報至小行星中心。很快的，系統便自動估量出小行星距離地球約 480,500 公里（約 1.25 倍月球距離）。這屬於近地小行星，且是在具潛在威脅的距離範圍內。
它因為是到達地球之前就被這樣的機構觀測和追蹤的第一顆小行星而受到重視。檢測和追蹤近地小行星的過程，是對太空警衛努力的驗證和考驗。在少於19小時的時間內，總數達到586次的天體測量和幾乎同數量的光度觀測報告，由27位業餘和專業的天文學家通報給小行星中心，在撞擊前11小時共發出了25封小行星軌道解，提供了進一步觀測的方案。在10月7日01:49（世界時），小行星進入地球的陰影內，因而無法做進一步的觀測。
比薩大學的CLOMON 2半自動監測系統進行了撞擊的預測；噴射推進實驗室的哨兵系統也做了預測。在加那利群島拉帕爾馬島的4.2米威廉·赫歇耳望遠鏡做了光譜觀測與分析，確認這是一顆C-型或F-型的小行星。

## 進入
流星在蘇丹北部的上空進入地球大氣層的時間是2008年10月7日02:46UTC（當地時間05:46），速度為12.8每秒（29,000英里每小時），與地平面的方位角為281度，高度角19度。在偏遠的努比亞沙漠上方數十公里的高度上爆炸，威力相當於0.9至2.1千噸的TNT能量造成一個大火球或火流星。
《泰晤士報》報導這顆流星的光「是如此的強烈，如同滿月照亮了天空，一架距離1,400 km（870 mi）遠的客機報告看見明亮的閃光」。在北方725公里的艾爾-古納海灘的一架網路攝影機捕捉到明亮的閃光。（參見此擷取畫面，爆炸位置和攝影機指向相反）。氣象衛星Meteosat 8捕捉到爆炸的低解析影像，衛星影像確認火球的位置在21°00′N 32°09′E / 21.00°N 32.15°E。在肯雅的次聲波探測器陣列也檢測到相當於1.1至2.1千噸TNT火藥爆炸能量對應於預期撞擊的方向。這種規模的小行星每年大約會撞擊地球2至3次。
軌跡顯示與地球表面接觸的位置大約在20°18′N 33°30′E / 20.3°N 33.5°E，然而預期這個物體分裂後可能會散布在降落點西方100—200（62—124英里），有些會在埃及南部和蘇丹邊界地區的尼羅河東方大約100（62英里）。
來自美國政府的資訊，美國的衛星偵測到撞擊發生在協調世界時02:45:40，初次檢測到的位置在20°54′N 31°24′E / 20.9°N 31.4°E，高度在65.4（40.6英里；35.3海里），最後爆炸的位置在20°48′N 32°12′E / 20.8°N 32.2°E，高度為37（23英里；20海里）。但是這些影像沒有公開發表。

### 观测回报
此次撞击的爆炸发生在无人居住的努比亚沙漠上空，因此至今尚未有任何针对爆炸的地面目击报告。不过，《泰晤士报》的报道说：
|                | 小行星发出的光是如此强烈，如同一轮满月一般照亮了天空。远在1400公里之外的一架航班报告说他们目击了明亮的闪光。 |
| ——《泰晤士报》 | |

这一消息也得到了荷兰国家气象服务中心的气象学家雅各布·凯伯（Jacob Kuiper）的确认。在接受采访时他表示：
|                | 在碰撞发生的预计时间前半小时，我通知了一位正在阿姆斯特丹的荷兰皇家航空官员，告诉他也许在苏丹附近的航班有可能目击小行星撞击。我成功了！我已经收到来自荷兰皇家航空一架航班的确认，表示他们在爆炸点西南750海里的位置目击了一次并不明显的闪光。 |
| ——Jacob Kuiper | |

## 尋回碎屑 (第六站隕石)

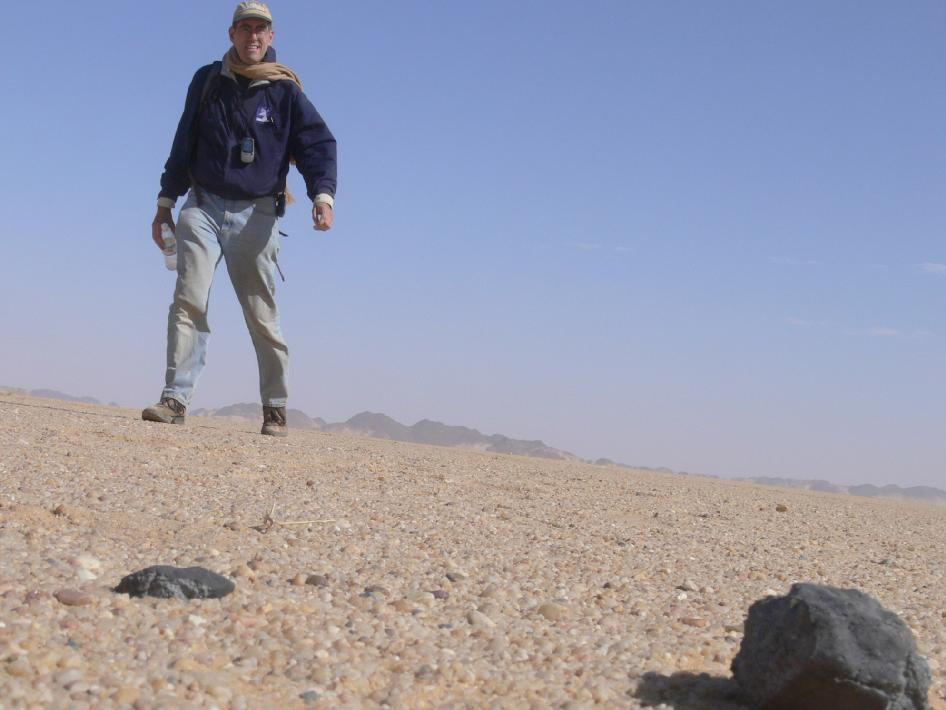
在2009年2月28日被彼德·詹尼斯肯斯發現的碎片，這是在喀土穆大學的學生和研究人員協助下，在蘇丹努比亞沙漠中發現的。

### 搜尋
從2008年12月6日起，在撞擊帶的搜尋已經發現600塊碎屑，總重量達到10.5（23英磅）。這些隕石統一命名為“第六站”隕石（Almahata Sitta），在阿拉伯文中是在蘇丹的Wadi Halfa和喀土穆之間的一個火車站。這項搜索由來自美國加州SETI研究所的彼德·詹尼斯肯斯和蘇丹喀土穆大學的Muawia Shaddad率領學生和工作團隊進行。在搜尋開始的三天內搜尋團隊就發現了15顆隕石的碎屑。在加利福尼亞帕薩迪納NASA的噴射推進實驗室的指導下，搜尋團隊與許多目擊證人進行了面談，並能在特定地區和網格區域進行搜尋。雖然之前未曾發現在天空中看見其火球碎片，但這是第一次其撞擊地球之前，隕石體就已經在外太空被發現和追蹤。

### 分析
第六站隕石的樣品由詹尼斯肯斯領導的合作單位分析，第六站的合作單位包括NASA在加州的艾美斯研究中心、休斯頓的詹森太空中心、華盛頓卡內基學會、和紐約市的福特漢姆大學。第一個樣品測量到異常的超細顆粒：多孔的複相碎屑岩橄輝無球粒隕石無粒隕石，與大的碳質顆粒。
隕石的反射光譜，結合天文觀測，確定小行星2008 TC3是F-型小行星。異常脆弱的富含碳的橄輝無球粒隕石，現在與F-型小行星有著緊密的連結。在隕石中也發現了胺基酸。

### 完美的結局
這顆天體的發現者理查德·科瓦斯基收到第六站隕石的一個小碎片，是來自小行星郵寄清單上的一位好心朋友贈送的禮物。因為科瓦斯基的發現，讓業餘和專業的天文學家為一個微小的碎片而合作、連結在一起。

## 進階讀物
- Atkinson, N. . Universe Today. 2008-10-13  [2009-06-08]. （原始内容存档于2009-06-10）.
- Gayon-Markt, J.; Delbo, M.; Morbidelli, A.; Marchi, S. . Monthly Notices of the Royal Astronomical Society. 2012-04-30, 424 (1): 508–518. Bibcode:2012MNRAS.424..508G. arXiv:1206.3042 . doi:10.1111/j.1365-2966.2012.21220.x.
- . BBC. 2009-03-25  [2013-08-13]. （原始内容存档于2020-11-22）.
- Dockweiler, T.  (PDF). Science Newsletter (Triton Fun Company). 2009-03-12, 4 (3): 1–2  [2013-08-13]. （原始内容 (PDF)存档于2012-02-22）.
- Lakdawalla, E. . The Planetary Society. 2008-10-07  [2013-08-13]. （原始内容存档于2020-07-25）.
- Yeomans, D. . Near Earth Object Program. 2008-10-07  [2013-08-13]. （原始内容存档于2013-04-06）.

## 外部連結
- Remanzacco Observatory photographs of the incoming space rock
- Telescopio Nazionale Galileo photograph of 2008 TC3
- Announcement with animation
- (GIF).   [2009-06-08]. （原始内容存档于2009-06-10）.
- Almahata Sitta 15（页面存档备份，存于） Astronomy Picture of the Day